# Karel Schummelketel

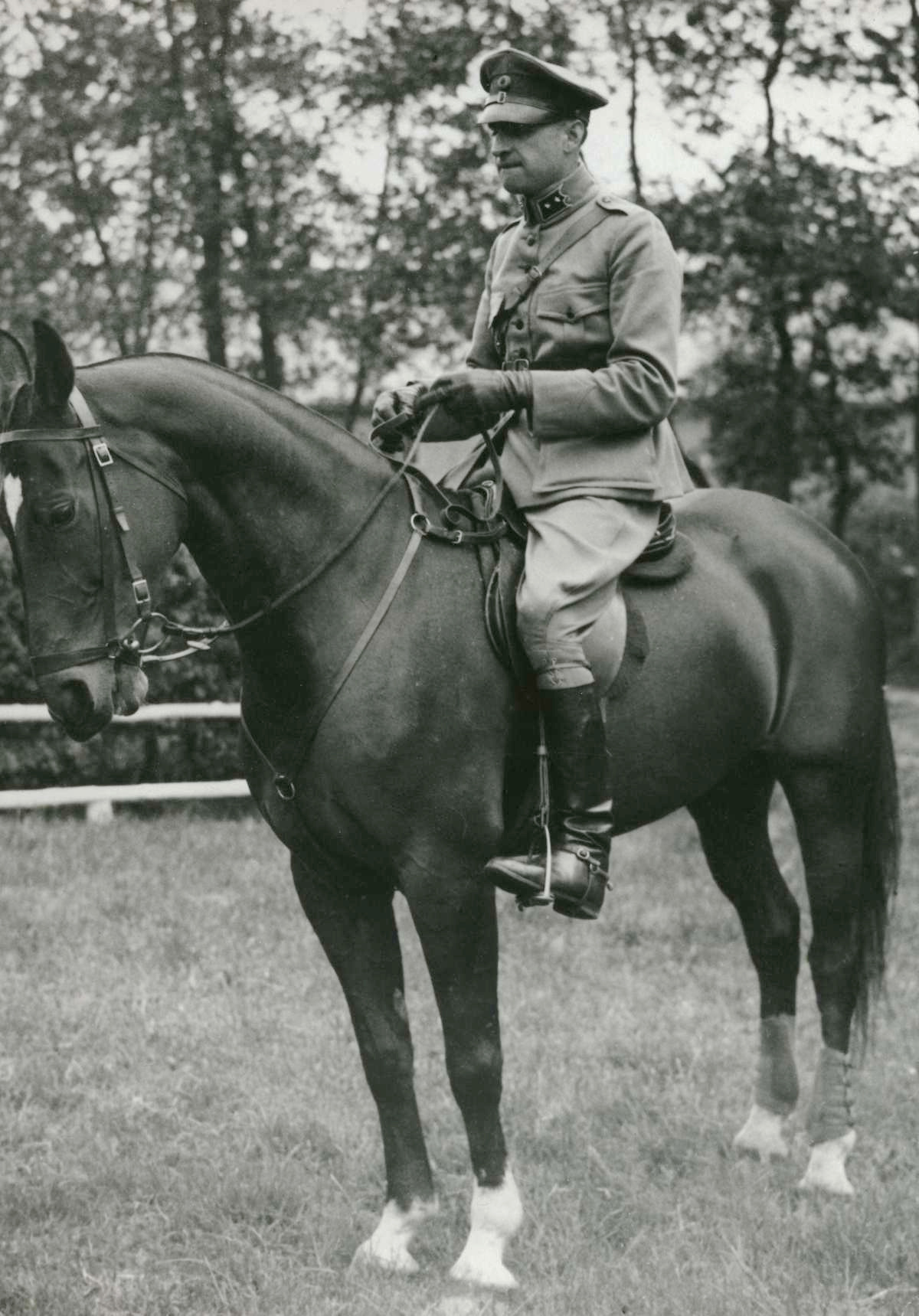
Karel Schummelketel in 1932

Karel Johan Schummelketel (Breda, 24 september 1897 - Harderwijk, 9 januari 1981) was een Nederlands ruiter en militair.
Schummelketel nam deel aan de Olympische Zomerspelen in 1932 waar hij op het onderdeel eventing met het Nederlands team, dat verder bestond uit Aernout van Lennep en Charles Pahud de Mortanges, de zilveren medaille won. Individueel eindigde hij als zesde.
Schummelketel diende als luitenant in Nederlands-Indië. Met Hub van Doorne was hij oprichter van het Nederlands Hippisch Centrum (NHB) in Deurne.